# 互助土族自治县
互助土族自治县是中华人民共和国青海省海东市北部的一个自治县。与之接壤的县市有：北边门源回族自治县，东北边甘肃省天祝藏族自治县、永登县，东南边乐都区，南隔湟水与平安县相望，西边大通县，西北边西宁市。面积3321平方公里，总人口約34万人，以汉族为主。县人民政府驻威远镇。

## 行政区划
互助土族自治县下辖1个街道、7个镇、9个乡、2个民族乡：
高寨街道、威远镇、丹麻镇、南门峡镇、加定镇、塘川镇、五十镇、五峰镇、台子乡、西山乡、红崖子沟乡、巴扎藏族乡、哈拉直沟乡、松多藏族乡、东山乡、东和乡、东沟乡、林川乡和蔡家堡乡。

## 人口
根据第七次人口普查数据显示互助土族自治县常住人口为33.7941万人，城镇化率为36.12%，常住人口户数为10.7311万户。

## 交通
- 341国道过境。

## 文化

### 全国重点文物保护单位
- 佑宁寺

### 国家级非物质文化遗产代表性项目
- 拉仁布与吉门索

## 森林公园
互助北山国家森林公园：位于互助县的东北部，海拔2100—4308米，公园总面积1127平方公里。

## 特产
互助青稞酒：中国地理标志产品。